# Новосељани (Чешиново-Облешево)
Новосељани (мкд. Новоселани) су насеље у Северној Македонији, у источном делу државе. Новосељани су у саставу општине Чешиново-Облешево.

## Географија
Новосељани су смештени у источном делу Северне Македоније. Од најближег града, Кочана, насеље је удаљено 18 km западно.
Насеље Новосељани се налази у историјској области Кочанско поље, у западном делу поља. Подручје јужно од насеља је долинско и добро обрађено. Непосредно западно од насеља протиче Злетовска река. Надморска висина насеља је приближно 330 метара. 
Месна клима је умерено континентална.

## Становништво
Новосељани су према последњем попису из 2002. године имали 74 становника.
Претежно становништво у насељу су етнички Македонци (100%).
Већинска вероисповест месног становништва је православље.